# بخش بالود
بخش بالود (به انگلیسی: Balod district) یک منطقهٔ مسکونی در هند است که در Durg Division واقع شده‌است. بخش بالود ۳٬۵۲۷ کیلومتر مربع مساحت و ۸۲۶٬۱۶۵ نفر جمعیت دارد.